# 诺什科·艾尔诺
诺什科·艾尔诺（匈牙利語：Noskó Ernő，1945年5月26日—），匈牙利男子足球运动员，场上位置是中场。他曾代表匈牙利国家队参加1968年夏季奥林匹克运动会足球比赛，获得一枚金牌。